# La casa de les aranyes
La casa de les aranyes és una obra teatral escrita per l'autor valencià Paco Zarzoso, considerada el text de maduresa d'aquest autor. L'obra va ser escrita originalment en castellà i traduïda, més tard, al català per Albert Arribas. Es va estrenar el gener del 2020, a la sala petita del Teatre Nacional de Catalunya, codirigida per Lurdes Barba i el mateix Paco Zarzoso. La casa de les aranyes és un encàrrec del Teatre Nacional de Catalunya i de l’Institut Valencià de Cultura al dramaturg Paco Zarzoso.
La casa de les aranyes se situa en un entorn rural, previ a la cultura pop, la qual cosa suposa una evocació de la vida quan encara no havia estat colonitzada pels logotips corporatius, les ficcions publicitàries i el fetitxisme tecnològic.
L'obra relata la vida del darrers habitants d'un poblet que ha quedat submergit en l'oblit, després de la construcció d'una presa hidroelèctrica a la comarca. Des d’aleshores, els pocs habitants de la zona malden per superar la seva complicitat més o menys directa en la destrucció d’aquells paratges, mentre els caçadors furtius n’amenacen cada dia la tranquil·litat. El nom de l'obra es refereix a un edifici mig abandonat, situat a la vorà d'un pantà, on durant força temps només hi han viscut algunes aranyes. La casa de les aranyes retrata amb delicadesa la desolació d’unes vides allunyades del contacte amb la resta de la societat, i fortament marcades per les cicatrius que els lliguen als seus records més incòmodes.
El repartiment de l'obra estrenada a Barcelona, el 2020, va estar conformat per: Verònica Andrés, com a Júlia; Francesc Garrido, com a Àngel; Àgueda Llorca, com a Anna; Rosa Renom, com a Emília; Pep Ricart, com a Ivan, i Santi Ricart com a Joan.